# Claude Viens
Claude Viens, kanadski rokometaš, * 29. april 1949, Saint-Jean-sur-Richelieu, Quebec.
Leta 1976 je na poletnih olimpijskih igrah v Montrealu v sestavi kanadske rokometne reprezentance osvojil 11. mesto.